# Майорга, Мириам
Ми́риам Анахи Майо́рга (исп. Miriam Anahí Mayorga; род. 20 ноября 1989, Сан-Карлос-де-Барилоче, Рио-Негро) — аргентинская футболистка, играла на позиции защитника.

## Биография

### Клубная карьера
В течение восьми сезонов играла за «УАИ Уркиса», в составе которой выиграла четыре чемпионских титула.
В августе 2020 года присоединилась к клубу «Бока Хуниорс». В составе «Боки Хуниорс» она выиграла 8 трофеев, среди которых были 5 чемпионских титулов.
23 июля 2024 года объявила о завершении футбольной карьеры.

### Международная карьера
Майорга играла за сборную Аргентины на чемпионате мира 2019 года и чемпионате мира 2023 года. Всего за сборную Аргентины сыграла 49 матчей, не отметившись забитыми мячами.

## Достижения
«УАИ Уркиса»
- Чемпионка Аргентины[англ.] (4) : 2014, 2016, 2017/18, 2018/19

«Бока Хуниорс»
- Чемпионка Аргентины[англ.] (5) : 2020, 2021 (Клаусура), 2022, 2023, 2024 (Апертура)
- Победитель Суперфинала (1) : 2021
- Обладатель Федерального кубка[исп.] (1) : 2023